# Acalypha salicioides
Acalypha salicioides é uma espécie de flor do gênero Acalypha, pertencente à família Euphorbiaceae.